# Phaethornis atrimentalis
El ermitaño barbinegro, (Phaethornis atrimentalis), también denominado ermitaño de garganta negra (en Perú), ermitaño gorginegro (en Colombia) o ermitaño golinegro (en Ecuador), es una especie de ave apodiforme de la familia Trochilidae, perteneciente al numeroso género Phaethornis. Es nativo de América del Sur, en los contrafuertes andinos orientales y en el occidente de la Amazonia.

## Distribución y hábitat
Se distribuye a oriente de los Andes, desde el este y sur de Colombia, por el este de Ecuador, hasta el norte y centro este de Perú. Posiblemente también en el extremo noroccidental de Brasil.
Esta especie habita en el sotobosque denso, generalmente en los bordes de bosques húmedos, crecimientos secundarios, zonas de transición para ambientes más abiertos, plantaciones, bosques pantanosos. Principalmente en tierras bajas pero llega hasta los 1200 m de altitud en los Andes al sur del valle del Marañón.

## Descripción
Mide 10,5 a 11,5 cm de longitud; el pico tiene 23 a 25 mm de largo. Las partes superiores son de color castaño rufo o rojizo con pintas negras; la garganta es de color pardo oscuro; el pecho, el vientre y la rabadilla son de color óxido o naranja rojizo y las coberteras bajo las alas blancuzcas.

## Alimentación
Se alimenta principalmente de néctar de flores como Costus, Aechmea, Palicourea y Drymonia y completa la dieta con pequeños artrópodos.

## Sistemática

### Descripción original
La especie P. atrimentalis fue descrita por primera vez por el ornitólogo estadounidense George Newbold Lawrence en 1858 bajo el mismo nombre científico; su localidad tipo es: «Napo, Ecuador».

### Etimología
El nombre genérico masculino «Phaethornis» se compone de las palabras del griego «phaethōn» que significa ‘sol’ y «ornis» que significa ‘pájaro’; y el nombre de la especie «atrimentalis», se compone de las palabras del latín «ater» que significa ‘negro’, y «mentus, menti» que significa ‘mentón’, ‘barbilla’.

### Taxonomía
Así como otros ermitaños pequeños, ya fue colocada en un género Pygmornis. También ya fue tratada como una subespecie de Phaethornis longuemareus, pero los caracteres morfológicos indican un parentesco cercano con P. ruber y P. stuarti. La forma descrita P. atrimentalis imatacae Phelps Sr. & Phelps Jr., 1952 se considera indivisible de la nominal.

### Subespecies
Según las clasificaciones del Congreso Ornitológico Internacional (IOC)  y Clements Checklist/eBird  se reconocen dos subespecies, con su correspondiente distribución geográfica:
- Phaethornis atrimentalis atrimentalis Lawrence, 1858 – oriente de los Andes de Colombia, Ecuador y norte de Perú (Loreto).
- Phaethornis atrimentalis riojae Berlepsch, 1889 – estribaciones andinas del centro este de Perú (San Martín al sur hasta Pasco).